# Cantone di Dun-sur-Meuse
Il Cantone di Dun-sur-Meuse era una divisione amministrativa dell'arrondissement di Verdun.
È stato soppresso a seguito della riforma complessiva dei cantoni del 2014, che è entrata in vigore con le elezioni dipartimentali del 2015.
Comprendeva i comuni di:
- Aincreville
- Brieulles-sur-Meuse
- Cléry-le-Grand
- Cléry-le-Petit
- Doulcon
- Dun-sur-Meuse
- Fontaines-Saint-Clair
- Liny-devant-Dun
- Lion-devant-Dun
- Milly-sur-Bradon
- Mont-devant-Sassey
- Montigny-devant-Sassey
- Murvaux
- Sassey-sur-Meuse
- Saulmory-et-Villefranche
- Villers-devant-Dun
- Vilosnes-Haraumont